# 鸿顺里街道
鸿顺里街道，是中华人民共和国天津市河北区下辖的一个乡镇级行政单位。

## 行政区划
鸿顺里街道下辖以下地区：
六马路社区、律纬路社区、月纬路社区、律笛里社区、日远里社区、鸿顺里社区、团结里社区、元吉里社区、九八三社区、宝兴里社区和三戒里社区。